# Стэнхоуп, Филип Дормер, 4-й граф Честерфилд
Филип Дормер Стэнхоуп, 4-й граф Честерфилд (англ. Philip Dormer Stanhope, 4th Earl of Chesterfield, 22 сентября 1694, Лондон — 24 марта 1773, там же) — британский государственный деятель, дипломат и писатель, автор «Писем к сыну». До смерти отца в 1726 году был известен под титулом лорд Стэнхоуп (Lord Stanhope).

## Биография
Филип Стэнхоуп был старшим сыном третьего графа Честерфилда (также носившего имя Филиппа Стэнхоупа, 1673—1726) и Елизаветы Сэвил, дочери Джорджа Сэвила, маркиза Галифакса. Филип Стэнхоуп был воспитан гувернёром-французом, преподобным Жюно. В 1712 году, в возрасте 16 лет, он определился в Тринити-колледже Кембриджского университета (1712—1714) и в 1714 году совершил обязательное для богатого джентльмена тех лет путешествие по континенту, посетив лишь Гаагу (Голландия). Путешествие было прервано смертью королевы Анны.
Джеймс Стэнхоуп, 1-й граф Стэнхоуп (1673—1721), родственник Филипа, министр и фаворит короля, вызвал Филипа на родину и устроил его на место лорда опочивальни (gentleman of Bedchamber) принца Уэльского — будущего Георга II. В 1715 году Стэнхоуп вошёл в состав палаты общин от корнуолльской деревни Сент-Жермен (см. гнилые местечки). Первое же выступление в парламенте (Maiden speech) обернулось для него штрафом в 500 фунтов, так как Стэнхоупу недоставало шести недель до совершеннолетия.
В 1716 году случился конфликт между королём Георгом I и его сыном, будущим Георгом II, Стэнхоуп позже примкнул к лагерю принца Уэльского и его любовницы Генриетты Говард, что принесло ему политические выгоды при восшествии Георга II на престол и ненависть принцессы Уэльской. Однако вначале Стэнхоупу пришлось отправиться в Париж, где он оставался около двух лет. Там он познакомился с Монтескьё, Вольтером и другими французскими литераторами. В 1722 году Стэнхоуп вернулся в Лондон и уже здесь завязал тесные связи с английскими литераторами, среди которых были Аддисон, Свифт, Поуп, Гей, Арбетнот и др.
Со смертью отца в 1726 году Стэнхоуп принял титул графа Честерфилда и пересел из палаты общин — в палату лордов. Здесь его ораторское мастерство, ненужное в нижней палате, наконец-то оценили и в 1728 году Честерфилд принял важный пост посла в Гааге (вероятно, и то, что он был своего рода почётной ссылкой, устроенной Уолполом). Честерфилд оказался способным дипломатом, заключил для Великобритании Венский договор 1731 года, но из-за слабого здоровья вернулся на родину в 1732 году. Дипломатическая служба принесла ему орден Подвязки и придворный титул лорда-стюарда. В том же 1732 году в Гааге родился его незаконнорожденный сын от Элизабет дю Буше, также Филип Стэнхоуп (второй, 1732—1768), которому впоследствии Честерфилд посвятил «Письма к сыну». Скомпрометированная дю Буше лишилась места, но Честерфилд поселил её в лондонском предместье.
Вернувшись в палату лордов, Честерфилд стал одним из её вожаков. Вскоре, из-за закона об акцизах Честерфилд перешёл в открытую оппозицию Уолполу и потерял придворные титулы. Оппозиция сумела отстранить Уолпола от власти только в 1742 году, однако места в новом правительстве для Честерфилда не нашлось; он испортил отношения и с новыми временщиками, и с самим Георгом II. C 1743 года Честерфилд писал анти-георгианские трактаты в журнал «Старая Англия» под именем «Джеффри Толстопузый» (англ. Jeffrey Broadbottom). Наконец, в 1744 году коалиция Честерфилда, Питта и Генри Пелхэма сумела свалить правительство Картере, и Честерфилд вернулся в исполнительную власть. Вначале он вновь отправился послом в Гаагу, где добился вступления Голландии в войну за австрийское наследство на стороне англичан. В сентябре 1733 года, после возвращения из своей миссии в Голландии, Честерфилд женился на Мелюзине фон Шуленбург. За этим последовало исключительно успешное правление на посту лорда-лейтенанта Ирландии в 1744—1746 годах, считающееся вершиной деятельности Честерфилда-администратора. В 1746 году он вернулся в Лондон на пост государственного секретаря, однако в 1748 году уволился со всех постов из-за навсегда испорченных отношений с королём и королевой и отказался от «утешительного» герцогского титула.
Некоторое время он продолжал парламентскую деятельность, в том числе противодействовал «Акту о гербовом сборе» и способствовал переходу Великобритании на григорианский календарь, который так и называли — календарь Честерфилда.
Однако из-за надвигавшейся глухоты к концу 1750-х годов Честерфилд навсегда покинул политику.
Честерфилд скончался 24 марта 1773 года.

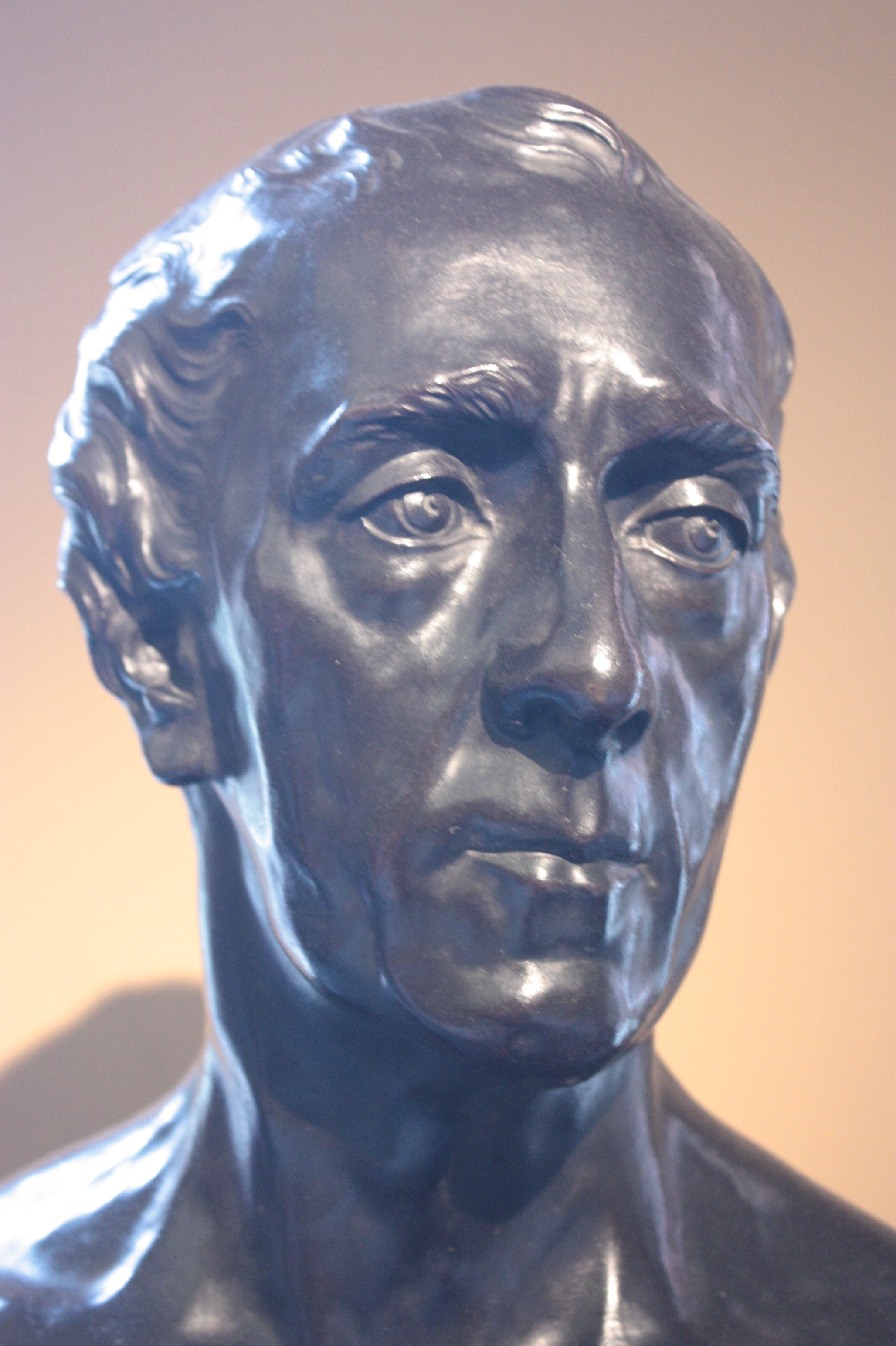
Скульптура работы Рубильяка (1745)

## «Письма к сыну»
Честерфилд был женат по расчёту на незаконной дочери Георга I, Мелюзине фон Шуленбург, но законных детей в этом браке не родилось. Филипп Стэнхоуп (второй), его любимый незаконнорожденный сын, имел всяческую поддержку отца (включая место в палате общин), но так и не был принят в высший свет. Кроме того, уже в старости Честерфилд усыновил третьего Филиппа Стэнхоуп (1755—1815), который в итоге и стал наследником семейных богатств.
Филипп Стэнхоуп (второй), несмотря на тесную опеку отца, имел с 1750 года «непозволительную» связь с ирландкой Юджинией Дорнвил, от которой в 1761 и 1763 родились двое сыновей — Чарльз и Филипп (четвёртый); родители поженились только в 1767 году, а в 1768 году 36-летний Филипп Стэнхоуп (второй) умер в Воклюзе. Честерфилд узнал о существовании внуков только после смерти сына. В своём завещании он оставил им небольшой капитал, и ничего — их матери. Именно безденежье подвигло Юджинию Стэнхоуп продать издателям письма, которые никогда не предназначались для печати. Публикация вызвала в английском обществе шок своей семейной «откровенностью»; сборник писем стал популярным чтением и неоднократно переиздавался, принеся вдове состояние.
Письма Честерфилда содержат обширный свод наставлений и рекомендаций в духе педагогических идей Дж. Локка. Узкопрактическая нацеленность программы воспитания (подготовка к великосветской и государственной карьере) шокировала многих современников Честерфилда, однако «Письма» были высоко оценены Вольтером как образец эпистолярной прозы XVIII века и искренний человеческий документ. Он писал маркизе дю Деффан 12 августа 1774 года: «Книга эта весьма поучительна, и, пожалуй, это самое лучшее из всего, когда-либо написанного о воспитании».
Кроме этого, после смерти графа были опубликованы «Максимы» (1777) и «Характеры» (1777). Честерфилду также приписывают ряд апокрифических сочинений, в том числе «Апология отставки» (1748).

## Наследие

### В литературе

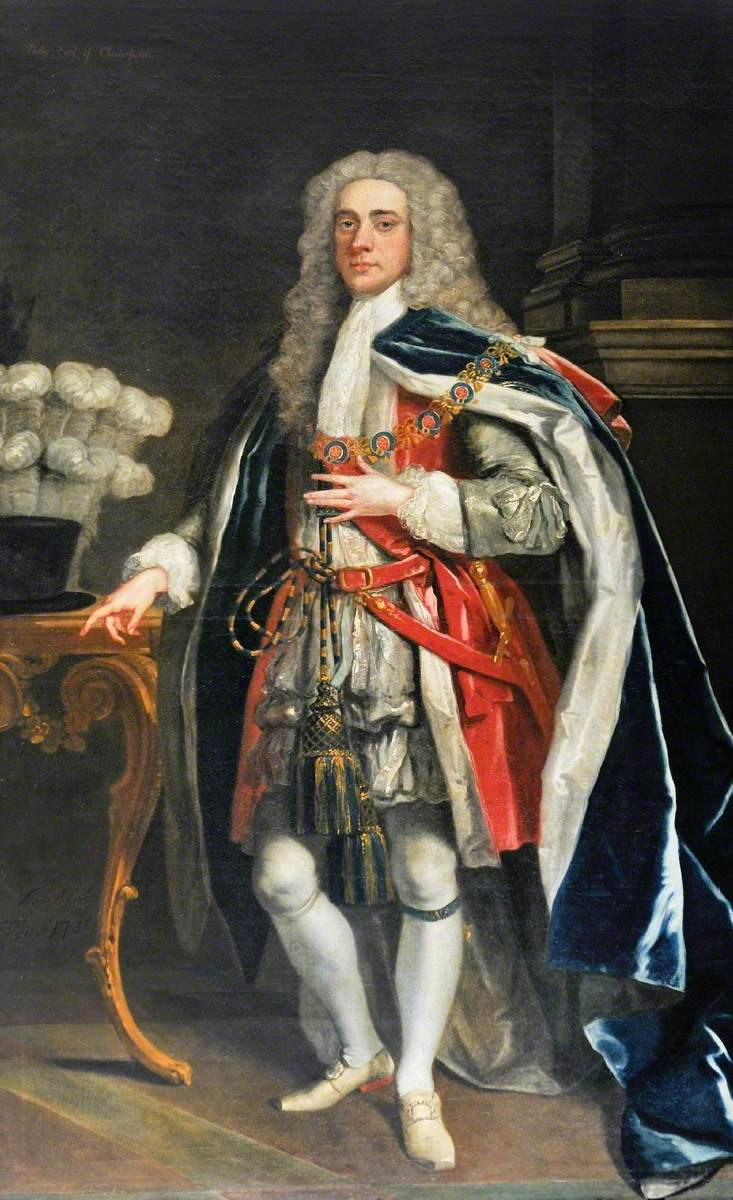
Портрет кисти Джона Вандербанка (1736)

Лорд Честерфилд появляется в качестве персонажа в романе Уильяма Мейкписа Теккерея «Вирджинцы» (1857). В 1841 Чарльз Диккенс изобразил Честерфилда в романе «Барнеби Радж» под именем Джона Честера, беспринципного великосветского громилы. Современные биографы полагают, что диккенсовский персонаж не имеет ничего общего с прототипом.
В конце XX века писатель, врач и психолог Владимир Леви на основе анализа «Писем к сыну» написал художественно-психологическое исследование — повесть «Посол рыбьей державы», вошедшую в книгу «Нестандартный ребенок». В этой повести раскрывается и образ самого Честерфилда, и глубинная суть его взаимоотношений с безвременно погибшим любимым сыном.

### Топонимы
В Великобритании по имени 4-го графа Честерфилда была названа Честерфилд-стрит, в районе Мейфэр, Лондон, которая проходит от Керзон-стрит, от того места, где раньше находился дом Честерфилда. В США его имя было присвоено округу Честерфилд, штат Вирджиния и округу Честерфилд, штат Южная Каролина.

### Мебель
Считается, что 4-й граф Честерфилд заказал первый кожаный диван, который впоследствии стал называться по его имени. Основные признаки стиля «Честерфилд» следующие:
- Обивка из натуральной кожи.
- Подлокотники и спинка расположены на одной высоте. При этом они изящно изогнуты, так что, если смотреть сбоку, напоминают капители ионических колонн.
- Обивка простёгана особым, ромбовидным, способом, и каждая точка пересечения стежков закреплена крупной пуговицей.
- Диван стоит на небольших, незаметных, ножках[4].

В Канаде словом «честерфилд» называли любой типа кушетки, но сейчас популярность этого слова снизилась.

### Прочее
Сигареты «Честерфилд» были названы по имени округа Честерфилд, штат Вирджиния, который, в свою очередь, был назван в честь 4-го графа Честерфилда.
Французский мастер-повар Венсан Ла Шапель написал «Современного повара», когда работал на лорда Честерфилда, и жил с ним за границей в Гааге в годы его посольства. Покинув службу 4-го графа Честерфилда, Ла Шапель продолжал готовить — среди прочих — для Уильяма IV, принца Оранского, Иоанна V Португальского и мадам Помпадур (любовница Людовика XV Франции). [13]